# Płaszczowiny Karpat polskich
Płaszczowiny Karpat polskich
Do płaszczowin polskich Karpat Zewnętrznych (Beskidów) należą:
- płaszczowina podśląska
- płaszczowina śląska
- płaszczowina podmagurska[1] (lub płaszczowina przedmagurska[2])
- płaszczowina magurska
- płaszczowina skolska
- płaszczowina stebnicka

Do płaszczowin polskich Karpat Centralnych (Tatr) należą:
- płaszczowiny wierchowe:
  - płaszczowina Czerwonych Wierchów
  - płaszczowina Giewontu
- płaszczowiny reglowe:
  - płaszczowina kriżniańska
  - płaszczowina choczańska
  - płaszczowina strażowska